# Batal'on"
Batal'on" (Батальонъ) è un film del 2015 diretto da Dmitrij Meschiev.

## Trama
Primavera 1917. La rivoluzione di febbraio ha cambiato la Russia e il corso della prima guerra mondiale. Il sovrano ha abdicato al trono. Nelle trincee c'è uno scontro con i tedeschi, ei bolscevichi stanno conducendo la loro propaganda. L'esercito è sull'orlo del decadimento. E improvvisamente il governo ad interim organizza uno squadrone della morte femminile.